# ایر نایجریا

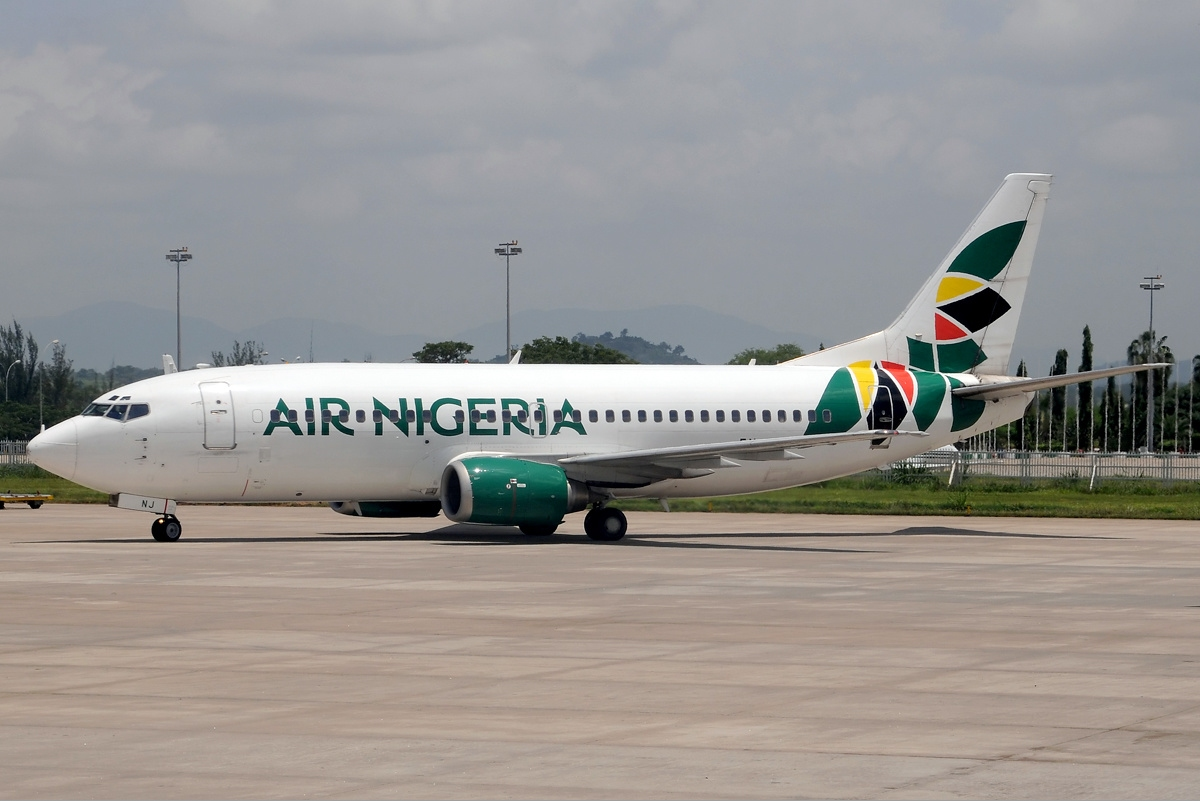
هواپیمای بوئینگ ۷۳۷ متعلق به ایر نایجریا

ایر نایجریا، (به انگلیسی: Air Nigeria) شرکت هواپیمایی حامل پرچم نیجریه بود، که در سال ۲۰۰۴ توسط ویرجین آتلانتیک (متعلق به گروه ویرجین) تأسیس شد و در سال ۲۰۱۲ منحل گردید.